# Ken Levine
Ken Levine, född den 1 september 1966, är en amerikansk datorspelsutvecklare och en av grundarna av datorspelsföretaget Irrational Games. Han är mest känd för att ha lett skapandet av det prisbelönta datorspelet BioShock, samt för sitt arbete med Thief: The Dark Project och System Shock 2. Han namngavs som en av "Storytellers of the Decade" av Game Informer och var årets person av 1UP Network år 2007. Han fick en Golden joystick "Lifetime Achievement Award" för sitt arbete med System Shock 2 och BioShock.

## Spel
| Speltitel                      | År   | Krediterad som                                                  | Utgivare                            |
| ------------------------------ | ---- | --------------------------------------------------------------- | ----------------------------------- |
| Looking Glass Studios          |      |                                                                 |                                     |
| Thief: The Dark Project        | 1998 | Design och berättelsekoncept                                    | Eidos Interactive                   |
| Irrational Games               |      |                                                                 |                                     |
| System Shock 2                 | 1999 | Lead Design, författande / dialoger / berättelse, röstskådespel | Electronic Arts                     |
| Freedom Force                  | 2002 | Freedom Force Team, röster                                      | Electronic Arts, 2K Games           |
| Tribes: Vengeance              | 2004 | Manusförfattare                                                 | Vivendi Games                       |
| Freedom Force vs the 3rd Reich | 2005 | Manusförfattare                                                 | Electronic Arts, 2K Games           |
| SWAT 4                         | 2005 | Exekutiv producent                                              | Vivendi Games, Sierra Entertainment |
| BioShock                       | 2007 | Berättelse, författande, Creative Direction                     | 2K Games, Feral Interactive         |
| BioShock Infinite              | 2013 | Manusförfattare, Creative Director                              | 2K Games, Aspyr                     |